# Miconia saldanhae
Miconia saldanhae är en tvåhjärtbladig växtart som beskrevs av Célestin Alfred Cogniaux. Miconia saldanhae ingår i släktet Miconia och familjen Melastomataceae. Inga underarter finns listade i Catalogue of Life.